# The Rental
The Rental es una película de terror estadounidense dirigida por Dave Franco, en su debut como director. Franco coescribió el guion con Joe Swanberg, basado en una historia escrita por Franco, Swanberg, y Mike Demski. Protagonizada por Dan Stevens, Alison Brie, Sheila Vand, Jeremy Allen White, y Toby Huss, sigue la historia de dos parejas que alquilan una casa para vacacionar pero pronto comenzarán a sentirse observados.
La película fue lanzada para plataformas bajo demanda y en cines seleccionados en los Estados Unidos el 24 de julio de 2020, por IFC Films. Recibió reseñas generalmente positivas por parte de los críticos.

## Argumento
Charlie; su mujer Michelle; el hermano de Charlie, Josh; y su novia, Mina; deciden alquilar una casa con vista al océano para pasar las vacaciones durante un fin de semana. Después de que la aplicación de Mina para la casa es denegada, Charlie entrega una y es aceptado rápidamente. Al llegar en la remota propiedad, el grupo conoce al dueño de la propiedad, Taylor, a quien Mina confronta por negar su aplicación, sospechando motivos raciales. Taylor niega esto y se va. Más tarde, regresa para dejarle a los jóvenes un telescopio que les había prometido, lo que alarma a Mina. Esa noche, Josh, Mina y Charlie consumen drogas y se emborrachan, mientras alguien los observa a la distancia. Cuando Josh y Michelle se acuestan, Charlie y Mina tienen relaciones en la ducha.
La mañana siguiente, unos resacosos Mina y Charlie están de acuerdo en que nunca tendrán relaciones de nuevo. A su vez, Josh le revela involuntariamente a Michelle que cuando Charlie conoció a su exnovia, él se encontraba saliendo con otra ex, lo que deja a Michelle paranoica. Mientras tanto, en la ducha, Mina descubre una cámara y alerta a Charlie. Asustada, Mina intenta comunicarse con la policía, pero Charlie la detiene diciéndole que, al alertar a la policía, podrían arriesgarse a que alguien encuentre el video de ellos teniendo sexo.
Esa noche, el perro de Josh desaparece. Michelle consume éxtasis y llama a Taylor para que arregle el jacuzzi. Mina, en privado, confronta a Taylor por la cámara en el baño, sobre la cual Taylor dice no estar enterado, por lo que decide comunicarse con la policía él mismo. Mina intenta detenerlo, pero Josh los ve y cree que Taylor está atacando a su novia, por lo que lo golpea hasta dejarlo inconsciente. Cuando el grupo discute sobre qué hacer, Mina informa a todos sobre la cámara escondida. Mientras el grupo debate afuera de la casa, un hombre enmascarado entra y asfixia hasta la muerte a Taylor. Cuando todos entran y notan que Taylor no respira, creen que Josh lo ha matado accidentalmente.
Una frenética Michelle demanda llamar a la policía, pero Charlie se niega a dejar que su hermano vuelva a prisión, sugiriendo que escenifiquen una caída de Taylor por una colina cercana que desemboca en el océano. Una desalentada Michelle se acuesta mientras los otros llevan el cuerpo de Taylor al acantilado. Cuándo dejan caer el cuerpo, queda atascado en un afloramiento, lo que obliga a Josh a bajar para empujarlo al mar. Mientras esto está pasando, Michelle es acechada en la casa por el hombre enmascarado, quien retransmite la cinta de Mina y Charlie teniendo sexo en la televisión. Devastada, Michelle escapa en el auto solo para pisar una tira de espigas y estrellarse contra un árbol.
Mina se da cuenta de que necesitan encontrar el transceptor de la cámara para destruir las grabaciones que implican a Josh en el asesinato de Taylor. Ella y Josh van a buscarlo, mientras Charlie va a ayudar a Michelle. Llega al auto solo para encontrar el cadáver de Michelle y ser asesinado a martillazos por el hombre enmascarado. Mina y Josh logran entrar a un cuarto cerrado bajo la casa, pero solo encuentran cajas viejas con basura. Las imágenes de Mina y Charlie en la ducha son enviadas al teléfono de Josh y este confronta a Mina. Oyendo que alguien entra en la casa, Josh baja las escaleras, creyendo que es Charlie. El hombre enmascarado mata a Josh y va en busca de Mina, que logra escabullirse al exterior. El hombre persigue a Mina, que, desorientada por la niebla, cae accidentalmente por el acantilado al océano.
El asesino regresa a la casa, eliminando toda evidencia y recolectando las cámaras y micrófonos instalados. Pronto, el hombre alquila una propiedad nueva e instala cámaras y micrófonos en ella. Finalmente, una escena revela cómo nuevos habitantes alquilan las distintas casas y el hombre enmascarado se encarga de asesinarlos.

## Reparto
- Dan Stevens como Charlie.
- Alison Brie como Michelle.
- Sheila Vand como Mina.
- Jeremy Allen White como Josh.
- Toby Huss como Taylor.
- Anthony Molinari como el hombre enmascarado.

## Lanzamiento
En abril de 2020, IFC Films adquirió los derechos de distribución de la película y fijó la fecha de su estreno para el 24 de julio de 2020. Debido a la pandemia de COVID-19, la película se estrenó el 18 de junio de 2020.

## Secuela
Franco ha mostrado su interés en una posible secuela, diciendo: "la intención fue desde un principio dejar un final ambiguo para que podamos retomar la historia, dada la posibilidad. Tengo una idea de lo que podría ser la secuela".